# Waldberg (Sandberg)

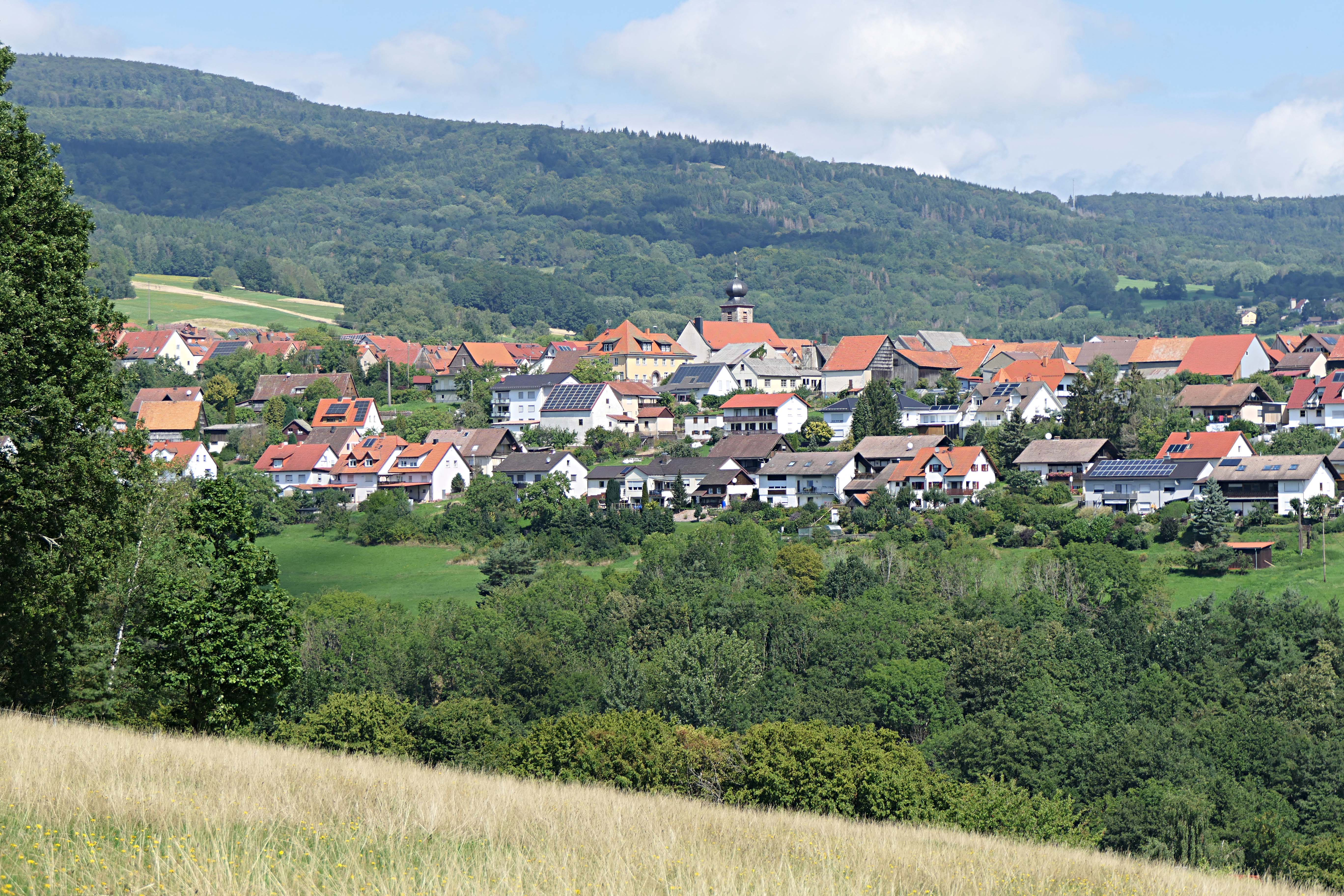
Waldberg von Süden

Waldberg ist ein Gemeindeteil der Gemeinde Sandberg im unterfränkischen Landkreis Rhön-Grabfeld in Bayern.

## Lage
Das Kirchdorf liegt in der bayerischen Rhön am Fuße des Kreuzbergs auf 450 m ü. NHN.

## Geschichte
Erstmals urkundlich erwähnt wurde das Dorf Waldberg im Vererbungsbrief vom 6. September 1683, einem kurzen zusammenfassenden Bericht des fürstlichen Rentmeisters, und im Domkapitelprotokoll vom 11. September 1683. Darin hatte der fürstbischöfliche Landesherr Konrad Wilhelm von Wernau die Nutzung und die Abgaben bestimmt. Die ersten Siedler waren Bauern aus Premich. So sind die Namen der zehn Siedler urkundlich festgehalten, die auf den "Waltberg" zogen und mit dem Roden begannen.
Die Bevölkerung nahm ständig zu, wie an der schriftlich festgehaltenen Zahl der Abgaben ersichtlich wird. Wurden 1696 vierzehn Rauchhühner abgeliefert, waren es 1702 18, 1709 24, 1717 26 und 1727 33, was heißt, dass sich das Dorf auf 33 Familien mit ebenso vielen Häusern vergrößert hatte.
Jetzt reichte auch die erste gerodete Fläche nicht mehr aus und es wurde noch mehr Neuland gebraucht. So mussten an das benachbarte Amt Bischofsheim beachtliche Beträge für die Abgabe der neuen Rodungsgebiete entrichtet werden.
Die schnell anwachsenden neuen Siedlungen gerieten wegen des Weiderechts mit den  alteingesessenen Bewohnern der Nachbardörfer Gefäll, Premich, Wollbach und Stangenroth öfter in Streit, da diese wegen der neuerbauten Dörfer 4600 Morgen Weideland verloren hatten.
Bei der großen Wallfahrt in der Karwoche boten neben den Bischofsheimer Bäckern nun auch die Waldberger und die Sandberger in Unterweißenbrunn ihr Gebäck an. 1748 wurden ihnen die Wecken von den Bischofsheimer Bäckern gewaltsam weggenommen und der künftige Verkauf verboten. Sie gaben als Grund an, den Weck- und Brotvertrieb im ganzen Amt gepachtet zu haben. Den Bäckern aus den Neudörfern wurde jedoch von der Würzburger Regierung zugebilligt, auch ihre Ware verkaufen zu dürfen.
Die Schule wurde 1798 und das neue Pfarrhaus 1935 erbaut.
Die Felder und Viehweiden mit den leichten, nährstoffarmen Sandböden konnten schon bald nicht mehr alle ernähren. Die Menschen führten, wie in den meisten Dörfern der Rhön, bis in die 1930er Jahre ein Leben in bitterer Armut. Als Folge dieser Entwicklung fand von etwa 1830 bis in die 1940er eine Auswanderungswelle in die USA statt. Viele Auswanderer gingen nach Cleveland, wo sie im Stadtteil Ost meist als Fabrikarbeiter und Dienstmädchen arbeiteten. Dort wurde auch die deutschsprachige Pfarrei St. Peter gegründet. Nur wenige der Ausgewanderten kehrten mit einem für Ackerkauf und Hausbau reichendem Vermögen wieder zurück. Die Daheimgebliebenen konnten sich nur mit finanzieller Hilfe der Angehörigen aus Amerika oder durch Saisonarbeit (Dienstboten auf Gutshöfen, Schnitter, Drescher, Köhler, Hausierhandel, Heimarbeit, Obstkelterei, Gänsezucht, Anfertigen von Gebrauchsgegenständen und Schnitzwaren, Arbeiten im Staatswald, Heidelbeerpflücken, Sammeln von Bucheckern usw.) auf ihren Anwesen halten.
Ab 1935 verbesserte sich die wirtschaftliche Situation der Waldberger. Durch den Bau des Truppenübungsplatzes Wildflecken und der Fernwasserleitung "Rhön Maintal" sowie die Ansiedlung größere Betriebe, wie die Firmen Siemens und Preh im nahe gelegenen Bad Neustadt an der Saale, boten sich Arbeitsmöglichkeiten für die Waldberger an.
Am 1. Januar 1972 wurde Waldberg nach Sandberg eingemeindet.

## Religion
Die Bevölkerung ist weit überwiegend katholisch. Die Kuratie Waldberg gehört zur Pfarreiengemeinschaft Walddörfer im Dekanat Bad Neustadt des Bistums Würzburg. Die Kirche St. Josef Bräutigam Mariä wurde im Jahre 1768 begonnen und im Jahr 1770 fertiggestellt. Im Jahr 1779 wurde dann auf der doppelstöckigen Empore die Johann-Adam-Höffner-Orgel aufgestellt. Das Dachreiterchen musste bereits 1860 erneuert werden und wurde 1928 durch einen aus Sandstein erbauten Turm ersetzt. 1891 wurde die Sakristei angebaut. Der Hochaltar soll aus einem im Zuge der Säkularisation aufgehobenen Kloster in Gaibach stammen.
Die Lutheraner des Ortes werden von der Evangelisch-Lutherischen Kirchengemeinde Bischofsheim in der Rhön betreut, die zum Dekanat Bad Neustadt im Kirchenkreis Ansbach-Würzburg der Evangelisch-Lutherischen Kirche in Bayern gehört.

## Bauwerke

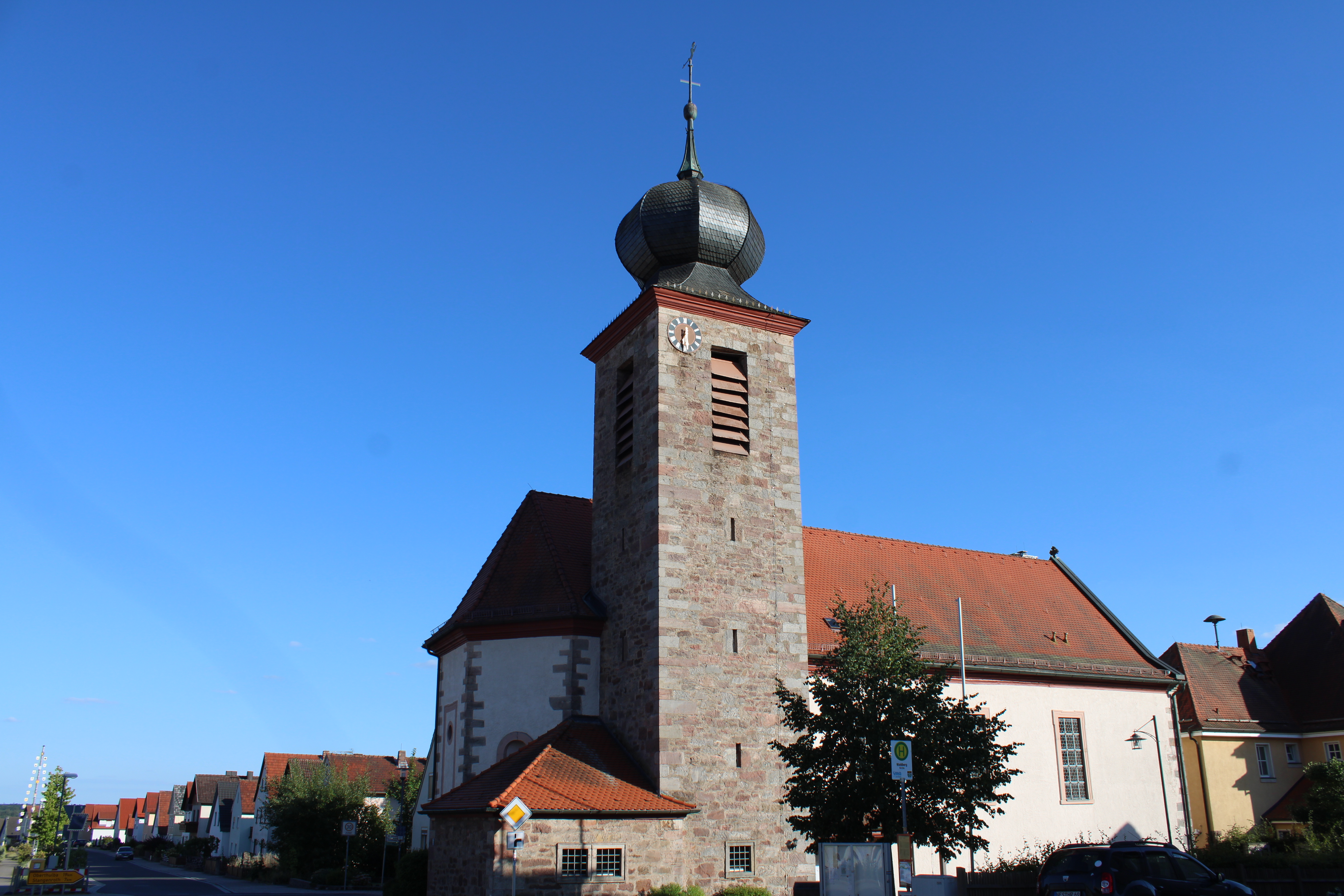
Katholische Kirche St. Josef in Waldberg

### St.-Josef-Kirche
Die  St.-Josef-Kirche wurde zwischen 1768 und 1770 erbaut. Der Kirchturm mit Zwiebelhaube kam im Jahr 1929 als Ersatz für den ursprünglichen Dachreiter hinzu. Die drei Glocken im Kirchturm wurden im Jahr 1932 geweiht. Die Ausstattung stammt aus dem 18. Jahrhundert. Der Hochaltar (angeblich aus einem säkularisierten Kloster in Gaibach) mit zentralem Gemälde des heiligen Josef und die Seitenaltäre mit Jesus und Maria sind im Stil des Rokoko gestaltet. Die Kanzel ist wohl klassizistisch. Die Orgel auf der südlichen Doppelempore ist nach Angabe der Kirchengemeinde im Jahr 1779 entstanden und wird Johann Adam Höffner zugeschrieben.

### Baudenkmäler
Siehe: Liste der Baudenkmäler in Waldberg

## Vereine
In Waldberg existieren zahlreiche Vereine, darunter:
- DJK Waldberg e. V.[7]
- Angelsportverein Waldberg
- Bergwachtbereitschaft Waldberg
- Waldberger Pferdefreunde e. V.
- Freiwillige Feuerwehr Waldberg
- Rhön Musikanten Waldberg
- Permakulturverein Waldgeister e. V.